# .gp
.gp es el dominio de nivel superior geográfico (ccTLD) para Guadalupe.